# Casa Laporta
La Casa Laporta, situada en la avenida del País Valencià número 26 de la ciudad de Alcoy (Alicante), Comunidad Valenciana, es un edificio residencial de estilo modernista valenciano construido en el año 1904, que fue proyectado por el arquitecto contestano Timoteo Briet Montaud.

## Descripción
Está considerada por los expertos como la primera obra de tendencia modernista en Alcoy. Por este motivo, sería el edificio que introdujo el estilo modernista alcoyano en la ciudad. Su estilo formal es el art nouveau.
El promotor y propietario del edificio fue José Laporta Valor. Era hermano del pintor alcoyano Francisco Laporta Valor, uno de los artistas que introdujo en Alcoy el movimiento modernista. El propietario decidió reformar su casa a principios del siglo XX, contratando al arquitecto Timoteo Briet Montaud para el proyecto y la dirección.
Es un edificio entre medianeras de pequeño tamaño, con semisótano, entresuelo, tres plantas y buhardilla. El interior del edificio fue decorado con unas pinturas murales modernistas, las cuales debieran de ser restauradas.
En el edificio en avenida País Valencià 30 de Alcoy, en la misma avenida, se repite de forma simétrica la distribución de esta fachada. En este caso la vivienda fue proyectada por un maestro de obras de tradición ecléctica, Jorge Vilaplana Carbonell en el año 1911.
En la parte trasera de casa Laporta encontramos unas cocheras anexas situadas en la plaza Emili Sala número 12, que fueron edificadas en 1905 por el mismo arquitecto, un año después de la construcción de Casa Laporta. Su estilo también es modernista.